# Естерификация
Естерификацията е процес на взаимодействие между алкохол и кислородсъдържаща киселина, при който се получава естер и вода. Тя е бавен, молекулен и обратим процес. Естерификацията се извършва при нагряване и с катализатор хидроксониеви катиони в присъствие на силна минерална киселина (Н2SO4, HCl и др.). Количеството на образувания естер нараства при отстраняване на водата (понякога на естера) из реакционната смес или при повишаване на концентрацията на едно от реагиращите вещества. Обемисти заместители в молекулата на киселината или на алкохола намаляват скоростта на естерификацията. Процесът се използва за промишлено получаване на естери. Естерите на нисшите алкохоли са течни, а на висшите – твърди вещества. По-голямата част от тях имат сладък вкус. Взаимодействието се изразява на йони.
RCOOH + R'OH ↔ RCOOR' + H2O♠
Обратният процес на естерификацията се нарича хидролиза.
В природата естерите се срещат под формата на мазнини и като компоненти на етерични масла, восъци и др. Естерите се използват като разтворители, в парфюмерията и в хранително-вкусовата промишленост.